# 諾德曼 (愛達荷州)
諾德曼（英語：Nordman）是位於美國愛達荷州邦納縣的一個非建制地區。

## 地理
諾德曼的座標為48°38′02″N 116°56′45″W / 48.63389°N 116.94583°W，而該地的平均海拔高度為801米（即2628英尺）。